# Bachtijar Kożatajew
Bachtijar Gabitowicz Kożatajew (ros. Бахтияр Габитович Кожатаев, ur. 28 marca 1992 w Pietropawłowsku) – kazachski kolarz szosowy. Olimpijczyk (2016).
Ze względu na wykrycie u Kożatajewa problemów z sercem w grudniu 2018 jego ówczesna grupa ogłosiła, iż nie przedłuży z nim kontraktu, nie chcąc ryzykować jego zdrowiem, w efekcie czego z końcem 2018 zakończył swoją karierę sportową.

## Osiągnięcia
Opracowano na podstawie:

2012
- 3. miejsce w Heydar Aliyev Anniversary Tour
  - 1. miejsce w klasyfikacji górskiej

2013
- 1. miejsce w klasyfikacji górskiej Le Triptyque des Monts et Châteaux
- 3. miejsce w Tour d’Azerbaïdjan

2014
- 2. miejsce w Tour Bohemia

2015
- 1. miejsce na 2. etapie Vuelta a Burgos (jazda drużynowa na czas)

2016
- 1. miejsce na 1. etapie Giro del Trentino (jazda drużynowa na czas)

2017
- 1. miejsce w mistrzostwach Azji (jazda drużynowa na czas)

## Rankingi
| Rok              | 2012 | 2013 | 2014 | 2015 | 2016  | 2017  | 2018  |
| ---------------- | ---- | ---- | ---- | ---- | ----- | ----- | ----- |
| UCI World Tour   |      |      |      | -    | -     | 383.  | 413.  |
| World Ranking    |      |      |      |      | 2106. | 763.  | 2149. |
| UCI Europe Tour  | 604. | 317. | 342. |      | 1409. | 1129. | 1767. |
| UCI Asia Tour    | -    | -    | 101. |      | -     | 127.  | 552.  |
| UCI America Tour | -    | 198. | -    |      | -     | -     | -     |
|                  |      |      |      |      |       |       |       |
| Źródło: UCI      |      |      |      |      |       |       |       |